# Ephraim Carlebach
Pour les articles homonymes, voir Carlebach.
Ephraim Carlebach (12 mars 1879, Lübeck, Ville libre et hanséatique de Lübeck, Empire allemand-4 octobre 1936, in Ramat Gan, en Palestine mandataire), est un rabbin allemand orthodoxe. En 1924, il devient le grand-rabbin orthodoxe de Leipzig (Saxe).  En 1935, il immigre en Palestine mandataire. Son fils His Esriel Carlebach fonde le journal Maariv.  Il est le frère du rabbin Hartwig Naftali Carlebach. Le rabbin Shlomo Carlebach est son neveu.

## Biographie
Ephraim Carlebach est né le 12 mars 1879 à  Lübeck, Empire allemand.
Il est un des sept fils du rabbin Salomon (Shlomo) Carlebach et de Esther Adler, Son père, Salomon Carlebach, né le 28 décembre 1845 à Bruchsal, Karlsruhe, grand-duché de Bade et mort le 12 mars 1919 à Lübeck, est le rabbin de Lübeck. Sa mère, Esther Adler, est née le 2 juin 1853 à Lübeck, fille de l'ancien rabbin de Lübeck, rabbi Alexander Sussmann Adler (de) (1816-1869), et est morte dans cette ville le 14 février 1920. Quatre de ses frères deviennent aussi rabbins : Emmanuel Carlebach (1874-1927), Joseph Carlebach (1883-1942), David Carlebach (1885-1913) et Hartwig Naftali Carlebach (1889-1967).
Il est l'époux de Trude Carlebach. Ils ont 6 enfants dont  Azriel Carlebach, Hana Goldreigh, Rachel Amiran, Zila Carlebach  et Yosef Carlebach.

### Grand-rabbin de Leipzig
Il devient grand-rabbin de Leipzig (Saxe) en 1924 jusqu'à son départ pour la Palestine mandataire en 1935.

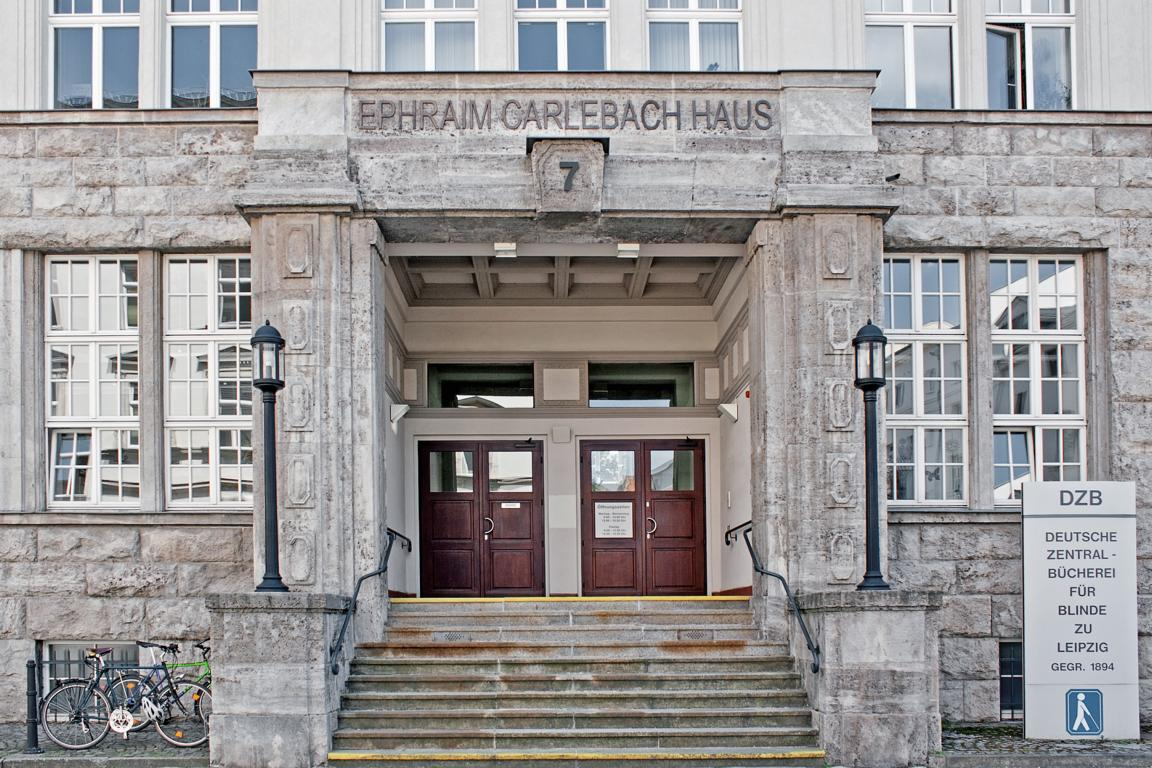
Ephraim-Carlebach-Haus in Leipzig

### Palestine mandataire
Devant la montée du nazisme, Ephraim Carlebach immigre en Palestine mandataire, en 1935. 
Son fils His Esriel Carlebach fonde le journal Maariv.

### Mort
Il est mort le 4 octobre 1936, à Ramat Gan, en Palestine mandataire.

## Fondation Ephraim-Carlebach à Leipzig
En 1992, la Fonndation Ephraim-Carlebach est fondée à Leipzig en mémoire de l'ancien grand-rabbin de la ville, dans le but de favoriser l'histoire et la culture juive.